# Blastocladiales
Blastocladiales is een orde van schimmels (Fungi) uit de stam van de Chytridiomycota.
Tot deze orde behoren bepaalde waterschimmels, die gekarakteriseerd worden door de productie van sporangia met een dikke wand. De meeste soort zijn saprofyt, sommige zijn parasiet in muggenlarven. Er zijn meer dan 50 soorten.

## Taxonomie
De taxonomische indeling van de Blastocladiales is als volgt:
Orde: Blastocladiales
- Familie: Blastocladiaceae
- Familie: Catenariaceae
- Familie: Coelomomycetaceae
- Familie: Physodermataceae
- Familie: Sorochytriaceae